# Gare de Quiberon
La gare de Quiberon est une gare ferroviaire française de la ligne d'Auray à Quiberon, située à proximité du centre-ville de la station balnéaire de Quiberon, dans le département du Morbihan, en région Bretagne.
Elle est mise en service en 1882 par la Compagnie du chemin de fer de Paris à Orléans (PO).
C'est une gare de la Société nationale des chemins de fer français (SNCF) desservie uniquement pendant la saison d'été par le « Tire-Bouchon », qui est un train TER Bretagne.

## Situation ferroviaire

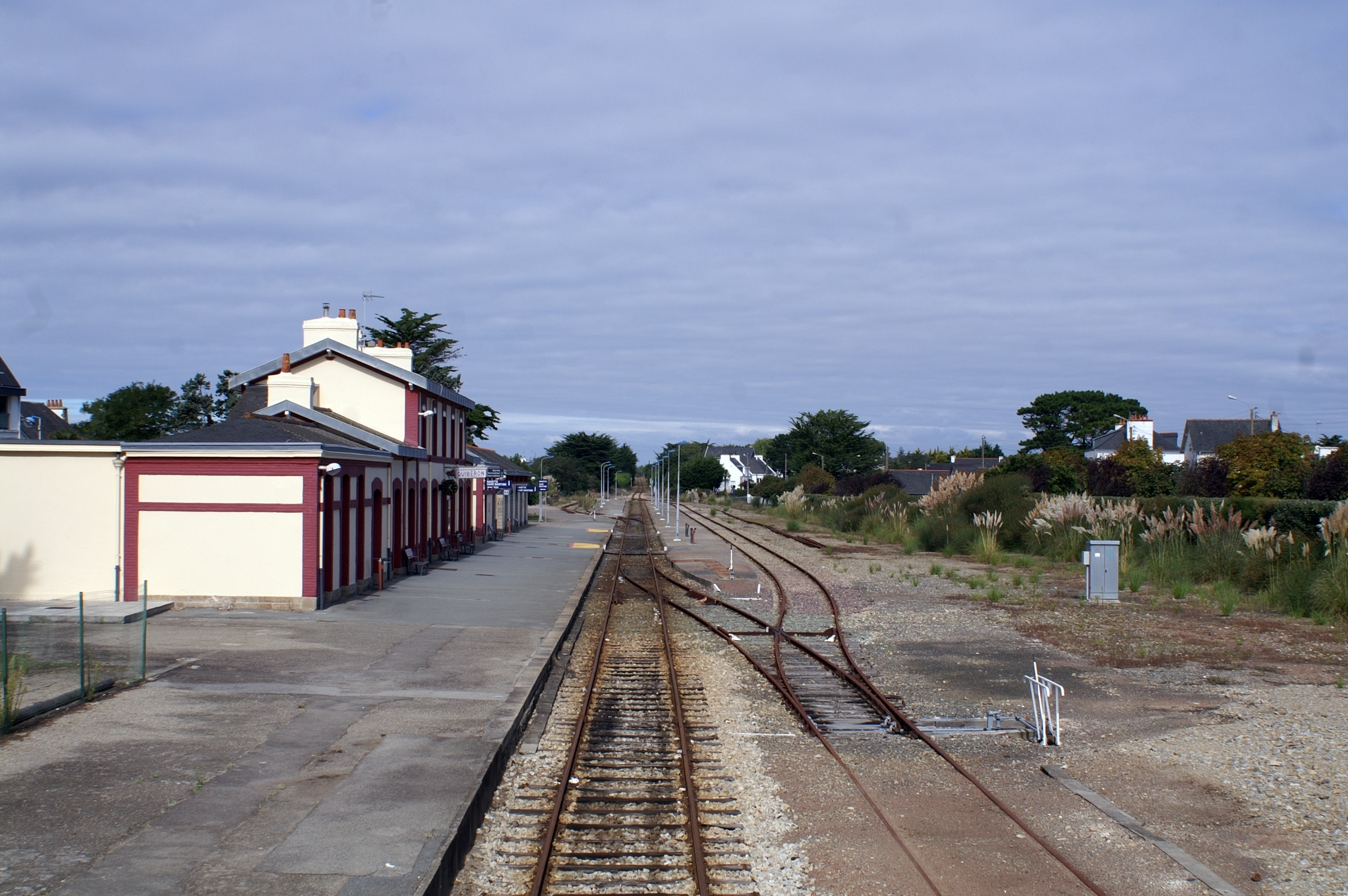
Vue du bâtiment-voyageurs, des voies et quais depuis la rue du butoir en 2010.

Établie à 14 mètres d'altitude, la gare de Quiberon est située au point kilométrique (PK) 612,142 de la ligne d'Auray à Quiberon, après la gare de Saint-Pierre-Quiberon.
C'est une gare terminus, les butoirs de fin de voie se trouvent en contrebas de la rue du Butoir. Elle dispose d'une voie d'évitement longue de 300 mètres et d'une voie de garage (V4) de 200 mètres.

## Histoire
En 1878, l'avant-projet de la ligne d'Auray à Quiberon, proposée d'Utilité publique par le gouvernement, prévoit quatre arrêt dont une station à Quiberon, qui doit desservir également Port-Haliguen et Port-Maria.

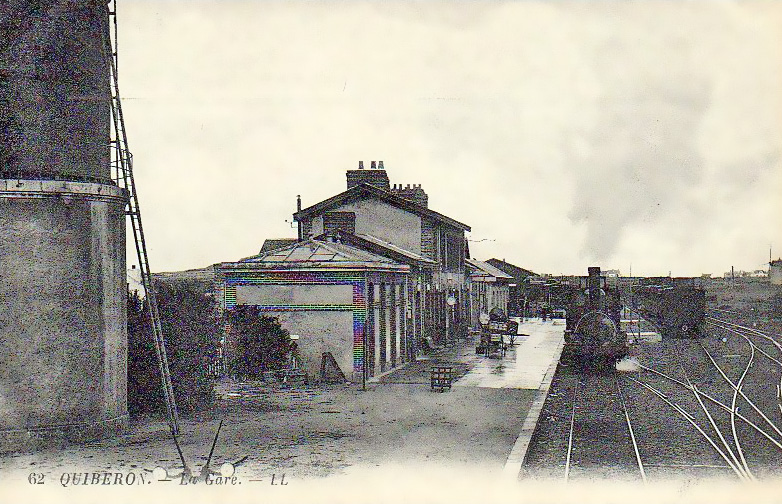
La gare vers 1900.

La station de Quiberon est mise en service le 24 juillet 1882 par la Compagnie du chemin de fer de Paris à Orléans (PO), lorsqu'elle ouvre à l'exploitation la ligne d'Auray à Quiberon, embranchement de sa ligne de Savenay à Landerneau. Le bâtiment voyageurs, construit par l'État comme la ligne.
En 1883, les expéditions de marées, en provenance de Port-Haliguen et Port-Maria de Quiberon, génèrent un produit annuel de 33 299,70 francs.
Le 16 mai 1885, une décision ministérielle approuve le projet d'agrandissement du bâtiment voyageurs, de la construction d'une annexe pour faire office de bureau à la halle à marchandises et de l'établissement d'un hangar à marée. Les travaux sont terminés en 1886.
En 1912, la Compagnie du PO fournit au Conseil général un tableau des « recettes au départ » de ses gares du département, la gare de Quiberon totalise 136 073 francs. La compagnie inclut dans ce tableau des gares et stations la recette de son bureau du Palais à Belle-Île qui est de 43 160 francs.

Desserte de la gare de Quiberon
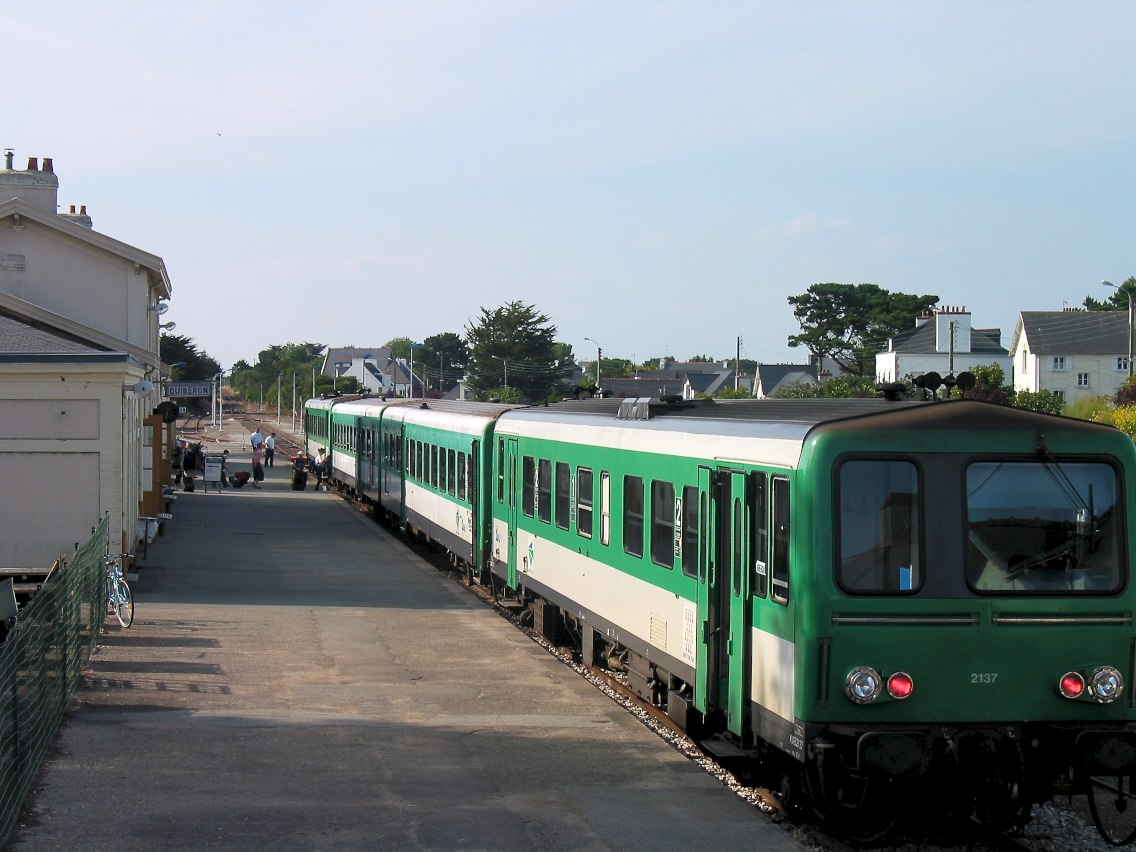
En 2003.
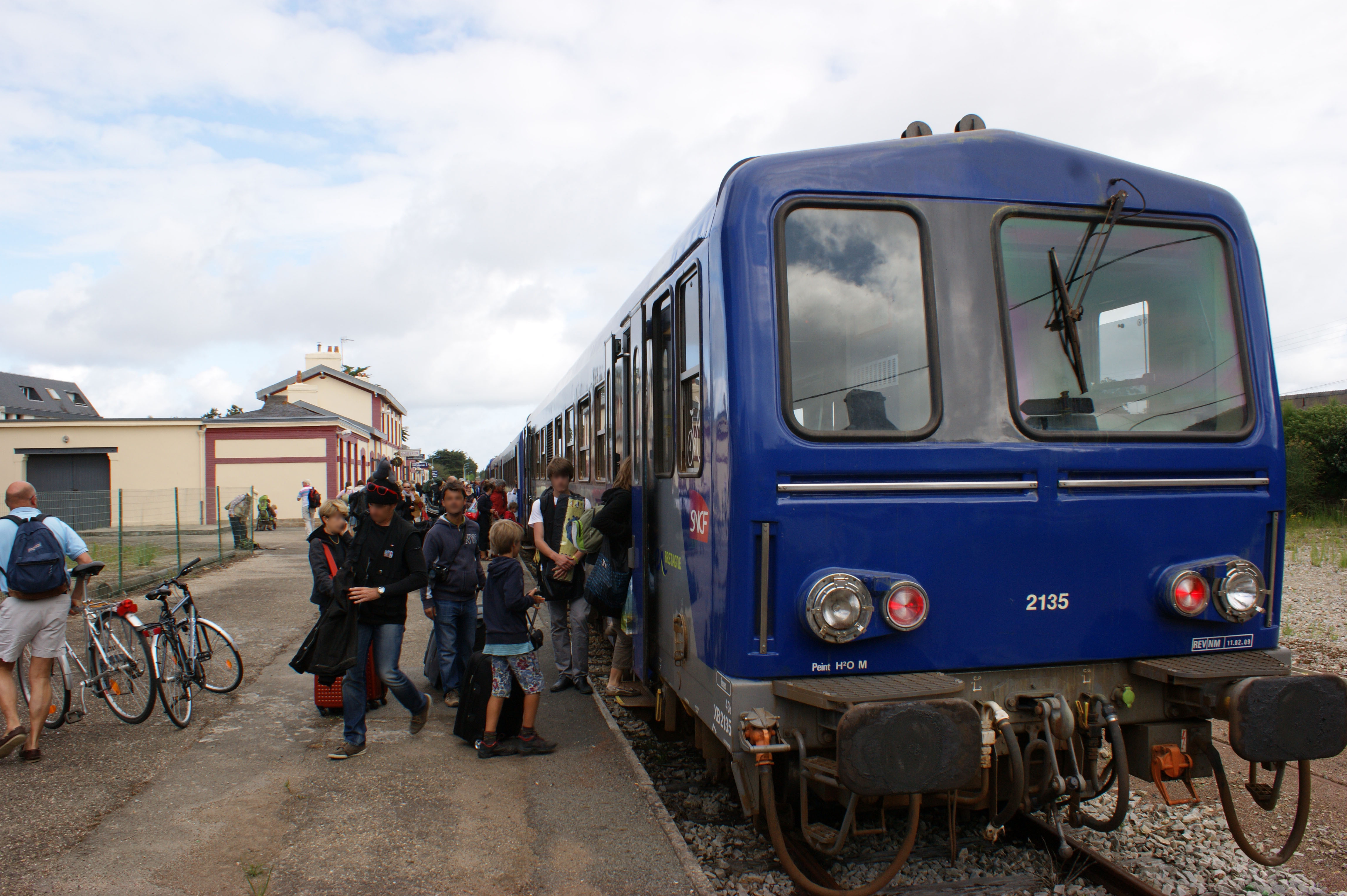
En 2011
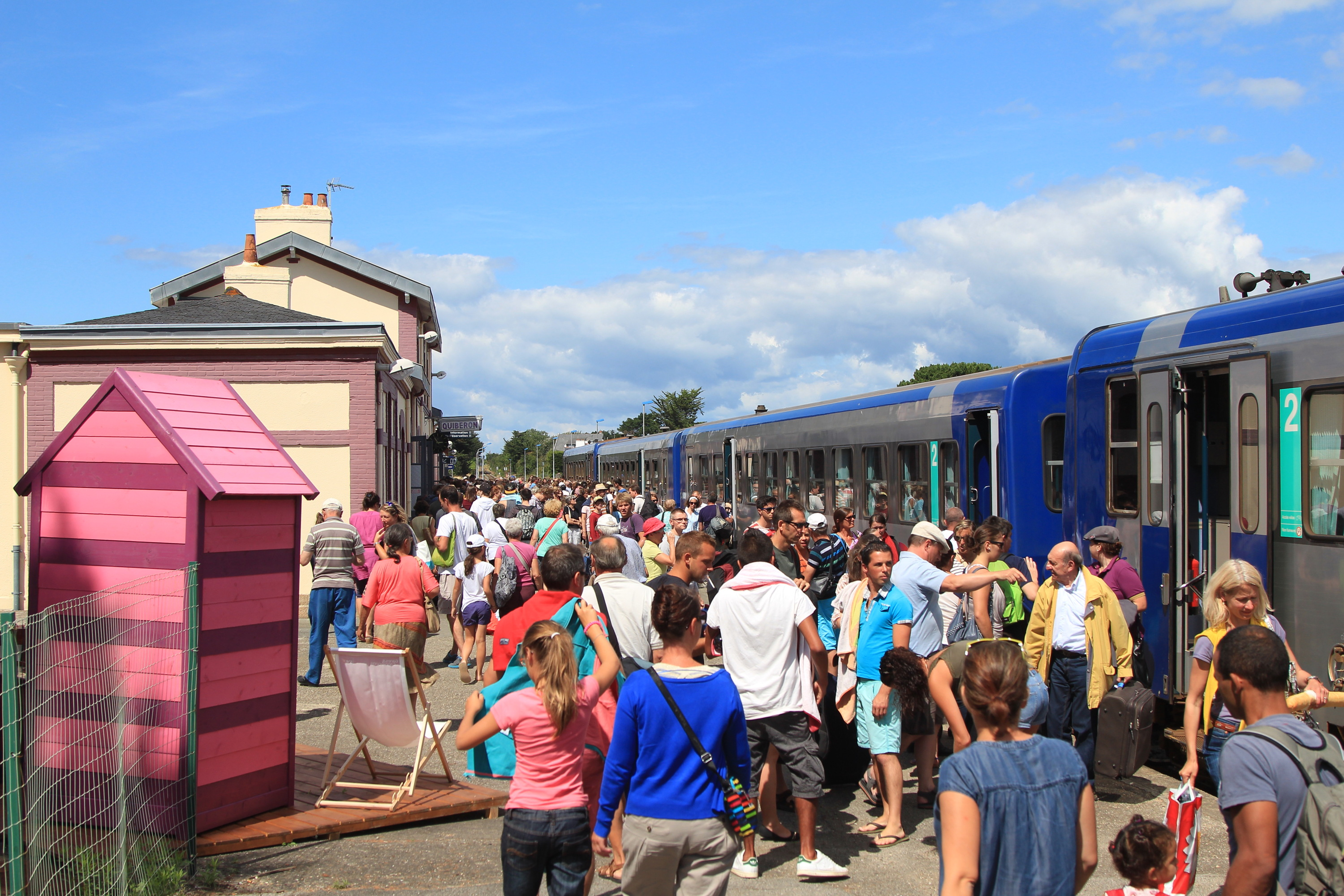
En 2013.

## Service des voyageurs

### Accueil

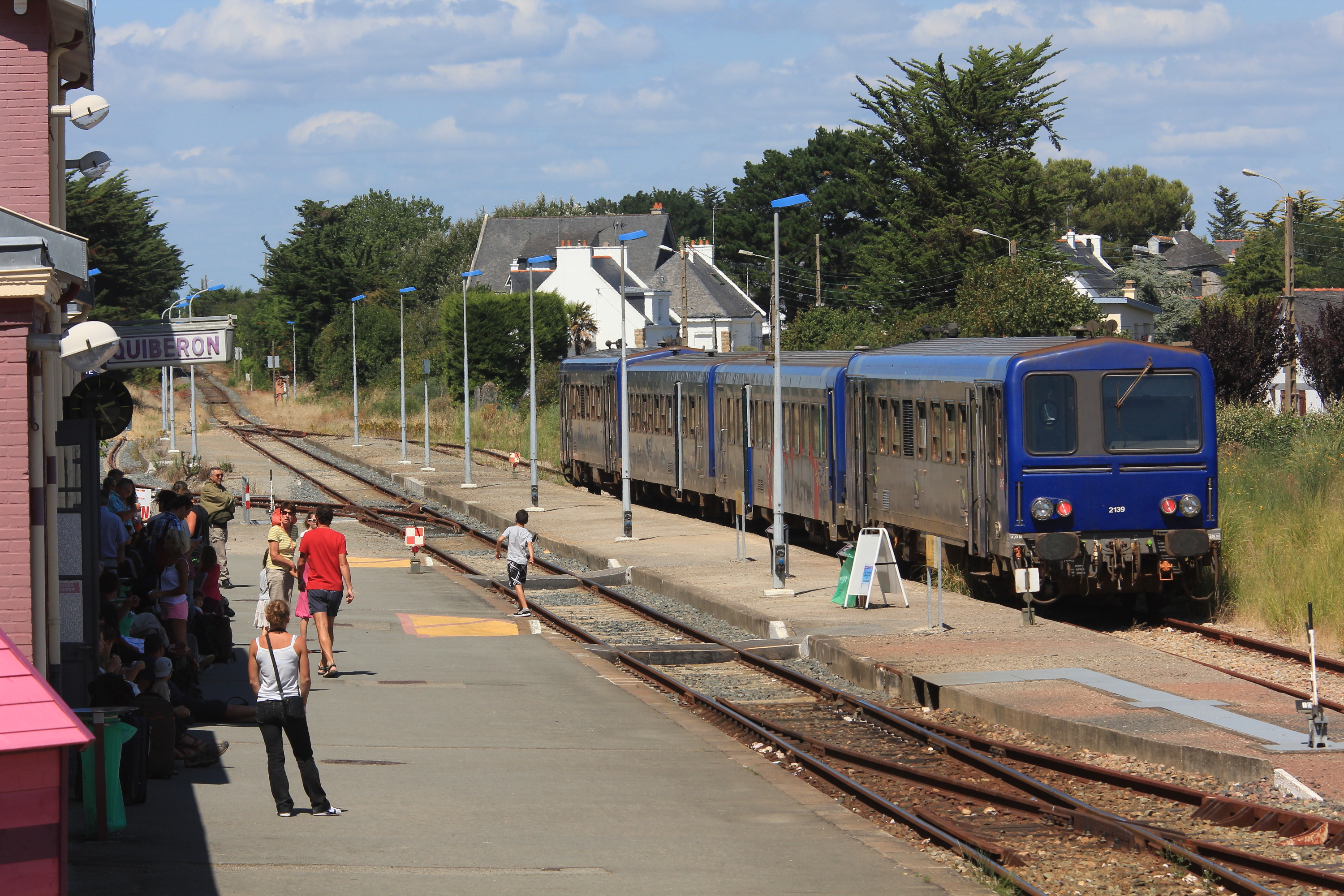
Une rame composée de deux X2100 et deux XR 6100 stationne lors de la pause de milieu de journée.

Gare SNCF, elle dispose d'un bâtiment voyageurs, avec un guichet, ouvert du lundi au samedi et fermé les dimanches et jours fériés. Un service « Accès + » pour les personnes à la mobilité réduite est disponible uniquement pendant la période estivale.

### Desserte
Quiberon est desservie par le Tire-Bouchon pendant la période estivale, à raison de plusieurs trains par jour pendant les mois de juillet et août et quelques week-end en juin et septembre.

### Intermodalité
Un parc pour les vélos et un parking pour les véhicules y sont aménagés. La gare est desservie par des bus et des cars, elle permet de rejoindre la gare maritime pour les liaisons en bateau avec les iles.

## Patrimoine ferroviaire
Le bâtiment voyageurs, construit par l'État et mis en service en 1882, est toujours utilisé pour le service ferroviaire.